# Habenaria incarnata
Habenaria incarnata är en orkidéart som först beskrevs av Lyall och John Lindley, och fick sitt nu gällande namn av Heinrich Gustav Reichenbach. Habenaria incarnata ingår i släktet Habenaria och familjen orkidéer. Inga underarter finns listade i Catalogue of Life.